# سد وادي المطلاع الأيمن
سد وادي المطلاع الأيمن أو النبهانية؛ هو أحد السدود الواقعة في محافظة النبهانية بمنطقة القصيم وسط المملكة العربية السعودية.

## نبذة
يعتبر سد وادي المطلاع الأيمن أحد السدود الترابية والتي يبلغ طولها 250 متر وارتفاع 8 أمتار و سعة تخزين تصل إلى 250 ألف متر مكعب وقد تم إنشاؤه عام 1403 هـ، 1983 م. 

## أهداف إنشاء السد
تم إنشاء السد بهدف تغذية الآبار بالمنطقة و المناطق الجوفية تحت الأرض وتخزين المياه لصرفها وفق متطلبات الزراعة والري.

## وصلات خارجية
- الموقع الرسمي لوزارة المياه والكهرباء السعودية